# Anežka od Ježíše
Blahoslavená Anežka od Ježíše O.P. také Anežka z Langeacu, svým jménem Agnès Galand (17. listopadu 1602 Le Puy-en-Velay – 19. října 1634 Langeac) byla francouzská řeholnice řádu dominikánů a abatyše. Katolickou církví je uctívána jako blahoslavená.

## Život
Narodila se 17. listopadu 1602 v Le Puy-en-Velay jako třetí ze sedmi dětí nožíře Pierra Galanda a Guillemette Massiote. V pěti letech byla svěřena ke vzdělání do řeholního institutu. I přes svůj mladý věk ukázala svou silnou víru. V sedmi letech sama zasvětila svůj život Panně Marii. Roku 1623 vstoupila do dominikánského kláštera svaté Kateřiny ze Sieny v Langeacu. Po převzetí hábitu získala jméno Aněžka od Ježíše. Po věčných slibech se stala mistryní novicek. Roku 1627 byla zvolena představenou kláštera.
Zemřela 19. října 1634 ve svém klášteře.

## Úcta
Byla známa pro své mystické vize kdy jí například Panna Maria svěřila do modliteb kněze Jeana-Jacquesa Oliera či měla vize s anděly a Satanem.
Dne 19. dubna 1713 byl započat její proces svatořečení. Dne 19. března 1808 jí papež sb. Pius VII. prohlásil za Ctihodnou. Blahořečena byla 20. listopadu 1994 papežem sv. Janem Pavlem II. Ve stejný den byl s ní blahořečen dominikán Hyacinthe-Marie Cormier, který Anežčin život citoval jako příklad vstupu do řádu.